# Cheng Jinfang
Cheng Jinfang (chinois : 程晋芳 ; pinyin : Chéng Jìnfāng) (1718-1784) est un poète et érudit de la dynastie Qing de l'école de prose littéraire Tongcheng. Son nom de courtoisie est Yumen (鱼门) et son pseudonyme Jiyuan (蕺园).

## Biographie
Cheng est né à Jiangdu, dans la province de Jiangsu. Son père est un marchand dans le commerce du sel. Les Huishang (徽商), ce qui signifie hommes d'affaires de Huizhou (徽州), sont non seulement des hommes d'affaires, mais jouent également un rôle important dans le domaine culturel. Il y avait beaucoup de commerçants Huizhou qui étaient excellents dans les domaines académiques. Cheng était un Huishang (徽商) qui se débrouillait bien en affaires et en confucianisme. Il a gagné beaucoup d'argent tout en s'intéressant aux investissements culturels. Il obtient le diplôme le plus élevé des examens impériaux de Jinshi en 1771 et il est nommé à l'Académie Hanlin (翰林院). Après cela, il tente de passer l'examen impérial plusieurs fois, mais il échoue. En 1773, Cheng est nommé pour éditer Siku Quanshu.
Cheng se marie en 1736 avec sa cousine Xiao qui était la fille du frère de sa mère. Plus âgé, il prendra deux concubines.
Cheng poursuit l'entreprise familiale de commerce du sel. Wu Jingzi (吴敬梓), qui détestait les marchands de sel, devient malgré tout son ami alors que Cheng a 24 ans et Wu 41 ans. Leur amitié n'a pas été influencée par la différence d'âge et a duré toute leur vie. Cheng discutait souvent de problèmes académiques avec des universitaires. Dans sa jeunesse, Cheng s'est fait des amis avec Shang Pan  et Yuan Mei (袁枚). Durant les dernières années de sa vie, il voyageait souvent avec Zhu Yun (en) (朱筠) et Dai Zhen (戴震). Cheng était tellement dévoué au travail social et culturel qu'il n'avait pas le temps de gérer son entreprise et a finalement fait faillite.

## Études

### Confucianisme
Cheng a appris le confucianisme auprès d'un membre de sa famille, Cheng Tingzuo (程廷祚), qui était à l'époque un célèbre spécialiste du confucianisme. Dans les dernières années de la vie de Cheng, il a également appris le confucianisme auprès des maîtres Dai zhen (戴震) et Zhu Yun (朱筠). Bien qu'il soit né riche, il s'est plongé dans l'étude du confucianisme et il a dépensé presque tout son argent pour acheter des livres et aider les érudits pauvres. Il a acheté plus de 50 000 livres sur le confucianisme et les savants desargentéS étaient libres de les lire. Il leur a même offert des abris et de la nourriture et il aimait partager des idées avec ces érudits.

### Étude sur les études de Wu Jingzi 儒林外史
Cheng est l'un des amis les plus intimes de Wu Jingzi (吴敬梓) à la fin de sa vie. Les travaux de Wu Jingzi ont été publiés pour la première fois par Cheng. Entre-temps, Cheng est aussi le premier érudit à faire une analyse générale des travaux de Wu. Les travaux de Cheng sur la vie de Wu, son analyse de Wu la personne et ses pensées, et ses commentaires sur le thème idéologique des Boursiers sont tous d'une très grande valeur académique. Mais sa critique de l'auteur et de l'opus est en partie biaisée.

### Réflexions sur l'éducation
Cheng était d'avis qu'il était plus important pour les chercheurs d'être des praticiens empiriques que des chercheurs académiques. Il était en faveur de l'innovation et de la recherche de la vérité à partir des faits. Cheng a souligné que les érudits devraient explorer la vraie signification de Confucius et Mencius plutôt que de poursuivre la renommée de l'examen impérial. Cheng a également suggéré que les gens devraient être compétents à la fois dans l'étude et le tir à l'arc.